# Hillman River
Der Hillman River ist ein Fluss im Südwesten des australischen Bundesstaates Western Australia.

## Geografie
Der Fluss entspringt etwa 40 Kilometer nordöstlich von Collie und fließt zunächst nach Osten durch unbesiedeltes Gebiet. Nordöstlich von Darkan wendet er seinen Lauf und mündet rund zehn Kilometer nördlich von Duranillin in den Arthur River.

### Nebenflüsse mit Mündungshöhen
- Hillman River South – 272 m
- Wild Horse Creek – 266 m
- Daderdine Creek – 247 m
- Darkan Gully – 247 m[1]